# Vannetta Toschi
Vannetta Toschi (Fano, 1419 – Meldola, 30 giugno 1475) è stata una nobile italiana, amante di Sigismondo Pandolfo Malatesta.

## Biografia

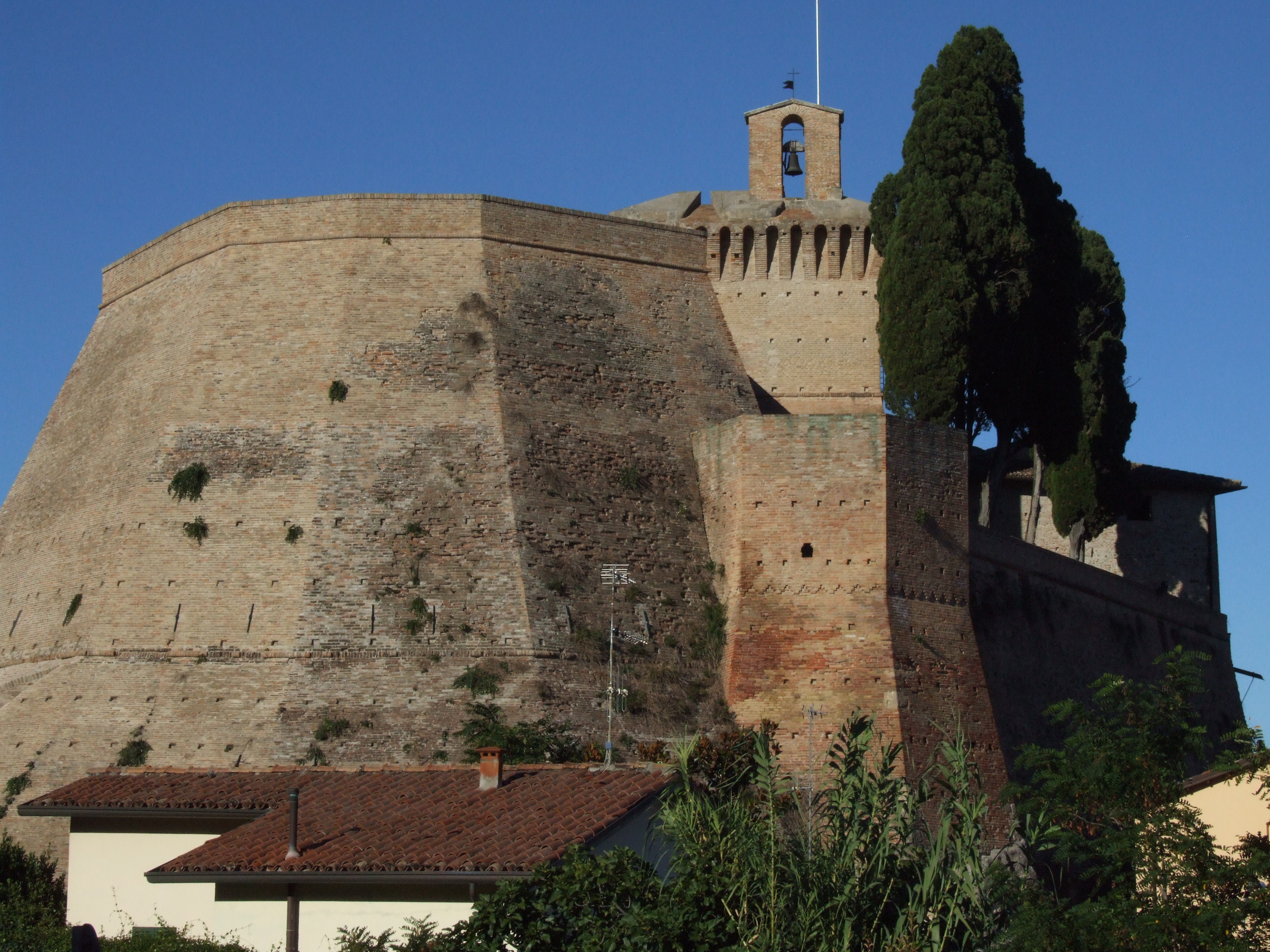
Rocca di Meldola

Era figlia di Galeotto Toschi, famoso giureconsulto di Fano che frequentava la corte di Fano di Sigismondo Pandolfo Malatesta, signore di Rimini e di Fano. Fu probabilmente qui che Vannetta conobbe il suo amante, già vedovo di Ginevra d'Este dal 1440 e in procinto di sposare in seconde nozze Polissena Sforza, figlia di Francesco Sforza, futuro duca di Milano. Per alcuni anni Vannetta dimorò a Rimini finché Pandolfo si innamorò di Isotta degli Atti e l'amante si trovò costretta a ritornare a Fano per seguire l'educazione dei figli. In particolare Roberto ricevette dal padre a corte una severa educazione all'uso delle armi, tanto da diventare un valoroso condottiero. Roberto, dopo alcuni anni, accolse presso di sé la madre, alla quale affidò la rocca di Meldola. Tra il 1465 e il 1468 Vannetta assistette alle lotte famigliari per il possesso di Rimini. 
Morì a Meldola nel 1475 e venne sepolta nel Tempio Malatestiano, voluto da Sigismondo.

## Discendenza
Da una sua relazione con Pandolfo nacquero:
- Roberto Malatesta (1440-1482), successore del padre nella signoria di Rimini
- Sallustio Malatesta (1450-1470), uomo d'armi

Entrambi i figli furono legittimati.
Probabilmente Vannetta e Sigismondo ebbero anche una figlia, Margherita, che andò in sposa a Carlo Fortebracci, figlio del celebre condottiero Braccio da Montone.